# Boris Brejcha
Boris Brejcha (né le 26 novembre 1981 à Ludwigshafen, en Rhénanie-Palatinat) est un disc jockey allemand, produisant de la musique qu'il qualifie lui-même de « High-Tech Minimal ».

## Biographie
Originaire de Ludwigshafen, Brejcha a été gravement blessé lors de l'accident de Ramstein, dont il porte toujours des cicatrices. A l'école, il doit subir les moqueries de ses camarades à cause de ses brûlures et passe beaucoup de temps seul, développant une passion précoce pour la musique. Il a commencé son éducation musicale par la batterie et le synthétiseur avant de composer et produire de la musique électronique. Influencé par le festival Thunderdome, il se lance, en 2006, comme producteur de musique techno avec le label « Autist Records », enregistrant deux single Monster et Yellow Kitchen. En 2015, il fonde son propre label « FCKNG Serious ». Depuis les années 2000, il fait également une carrière solo de DJ.
Le 4 mai 2017, le média culturel Cercle, invite Boris Brejcha à mixer au château de Fontainebleau. Retransmis en direct sur Youtube et Facebook, ce « DJ set » fera connaître davantage l’Allemand en France. Puis, en Belgique, il se produit en 2018 à Tomorrowland et l'année suivante sur la scène principale de ce même festival. Le 10 juin 2019, il jouera au Grand palais pour Cercle . Il jouera à nouveau pour Cercle le 18 avril 2022 aux arènes de Nîmes .
Parallèlement à de grands événements, Boris Brejcha mène depuis 2015 une tournée avec les artistes de FCKNG Serious : Ann Clue, Theydream, ou encore Deniz Bul.
Lors de ses sets, le DJ allemand met un masque carnavalesque, masque qu'il a eu l'idée d'acheter puis de porter depuis son premier évènement au Brésil.

## Discographie
- 2007 : Die Maschinen Kontrollieren Uns
- 2008 : Mein Wahres Ich
- 2010 : My Name Is
- 2011 : My Name Is – The Remixes
- 2013 : Feuerfalter – Part01
- 2014 : Feuerfalter – Part02
- 2014 : Feuerfalter – Special Edition
- 2016 : 22
- 2016 : Dj Mixes Single Tracks.
- 2020 : Space Diver
- 2021 : Never Stop Dancing
- 2024 : Level One